# Bahnhof Piacenza
Der Bahnhof Piacenza (italienisch: Stazione di Piacenza) ist der Bahnhof der norditalienischen Stadt Piacenza. Er wird von der Rete Ferroviaria Italiana (RFI), einer Organisationseinheit der Ferrovie dello Stato, betrieben. Von 2001 bis 2018 lag die Vermarktung und Vermietung der Ladenflächen in Hand der Gesellschaft Centostazioni.
Der Bahnhof befindet sich an die Bahnstrecke Milano–Bologna und ist Ausgangspunkt der Hauptbahn nach Alessandria sowie der Nebenbahn nach Cremona. Die Strecken werden von der RFI betrieben. Der Bahnhof befindet sich nordöstlich des Stadtzentrums, zwischen dem Stadtgebiet und dem Fluss Po.

## Geschichte
Der Bahnhof wurde 1859 gleichzeitig mit dem Abschnitt Piacenza–Bologna der Bahnstrecke Milano–Bologna eröffnet. Wenige Monate später wurde die Strecke nach Alessandria (und deshalb Turin bzw. Genua) freigegeben. 1861 wurde schließlich die Brücke über den Po fertiggestellt, womit die ganze Strecke Milano–Bologna befahrbar war. Piacenza entwickelte sich zu einem wichtigen Eisenbahnknoten.
1933 wurde die Bahnstrecke Piacenza–Cremona, die eine wichtige Ost-West-Verbindung durch die Po-Ebene darstellen sollte, eröffnet. Allerdings erreichte sie nur eine lokale Bedeutung.
1937 wurde ein neues Empfangsgebäude nach Plänen des Architekten Roberto Narducci im Stil des neuen Sachlichkeit („Razionalismo“) gebaut.
1932 bis 1967 existierte neben dem FS-Bahnhof der Lokalbahnhof der SIFT, die die elektrische Lokalbahn Piacenza–Bettola sowie zahlreichen Überlandstraßenbahnen betrieb.

## Betrieb
Der Bahnhof wird nebst Nahverkehrs- und Regionalzügen auch von Fernverkehrszügen der Kategorien InterCity, Eurostar City und InterCityNotte bedient. Täglich bedienen etwa 260 Züge den Bahnhof, der jährlich von rund fünf Millionen Reisenden frequentiert wird.
| Linie | Verlauf |
| ----- | --- |
| RE 11 | Milano Centrale – Milano Lambrate – Milano Rogoredo – Lodi – Codogno – Ponte d’Adda – Cremona – Piadena – Mantova                             |
| R 38  | Milano Greco Pirelli – Milano Lambrate – Milano Rogoredo – Lodi – Secugnago – Casalpusterlengo – Codogno – Santo Stefano Lodigiano – Piacenza |
| R 41  | Voghera – Casteggio – Santa Giuletta – Broni – Stradella – Arena Po – Castel San Giovanni – Sarmato – Rottofreno – San Nicolò – Piacenza      |

## Unfälle
Am 12. Januar 1997 entgleiste ein Pendolino des Typs ETR 460 auf dem Weg von Mailand nach Rom rund 200 Meter vom Bahnhof entfernt, infolge des Bruchs der Verbindung zwischen dem Fahrmotor und den Rädern. Der Unfall forderte acht Todesopfer und verursachte große Schäden an der Bahninfrastruktur. Ebenfalls an Bord des Zuges befand sich der damalige italienische Staatspräsident, Francesco Cossiga. Obwohl Cossigas reservierter Sitzplatz sich im vordersten Wagen des Zuges, in dem alle Todesopfer zu beklagen waren, befand, hielt sich Cossiga zum Zeitpunkt des Unglücks im Speisewagen auf und entkam so schweren Blessuren oder gar dem Tod.